# Lập phương Rubik
Lập phương Rubik (khối rubik hay đơn giản là rubik) là một trò chơi giải đố cơ học được giáo sư kiến trúc, nhà điêu khắc người Hungary, Ernő Rubik phát minh vào năm 1974.
Mỗi mặt của phiên bản này có 9 ô vuông và được sơn phủ một trong sáu màu khác nhau, thông thường là trắng, đỏ, vàng, cam, xanh lá cây và xanh dương (một số khối khác thay thế mặt màu trắng bằng màu đen, màu đỏ bằng màu hồng, màu tím, màu xám). Bài toán bắt đầu bằng việc xáo trộn tất cả vị trí các ô vuông ở mỗi mặt, tức là các màu sắc xen kẽ nhau. Bài toán chỉ được giải quyết khi mà mỗi mặt của khối là một màu đồng nhất.
Có thể nói khối Rubik là một trong những loại đồ chơi bán chạy nhất thế giới. Riêng trong năm 2005, đã có khoảng 300.000.000 khối Rubik được bán ra.

## Phân loại

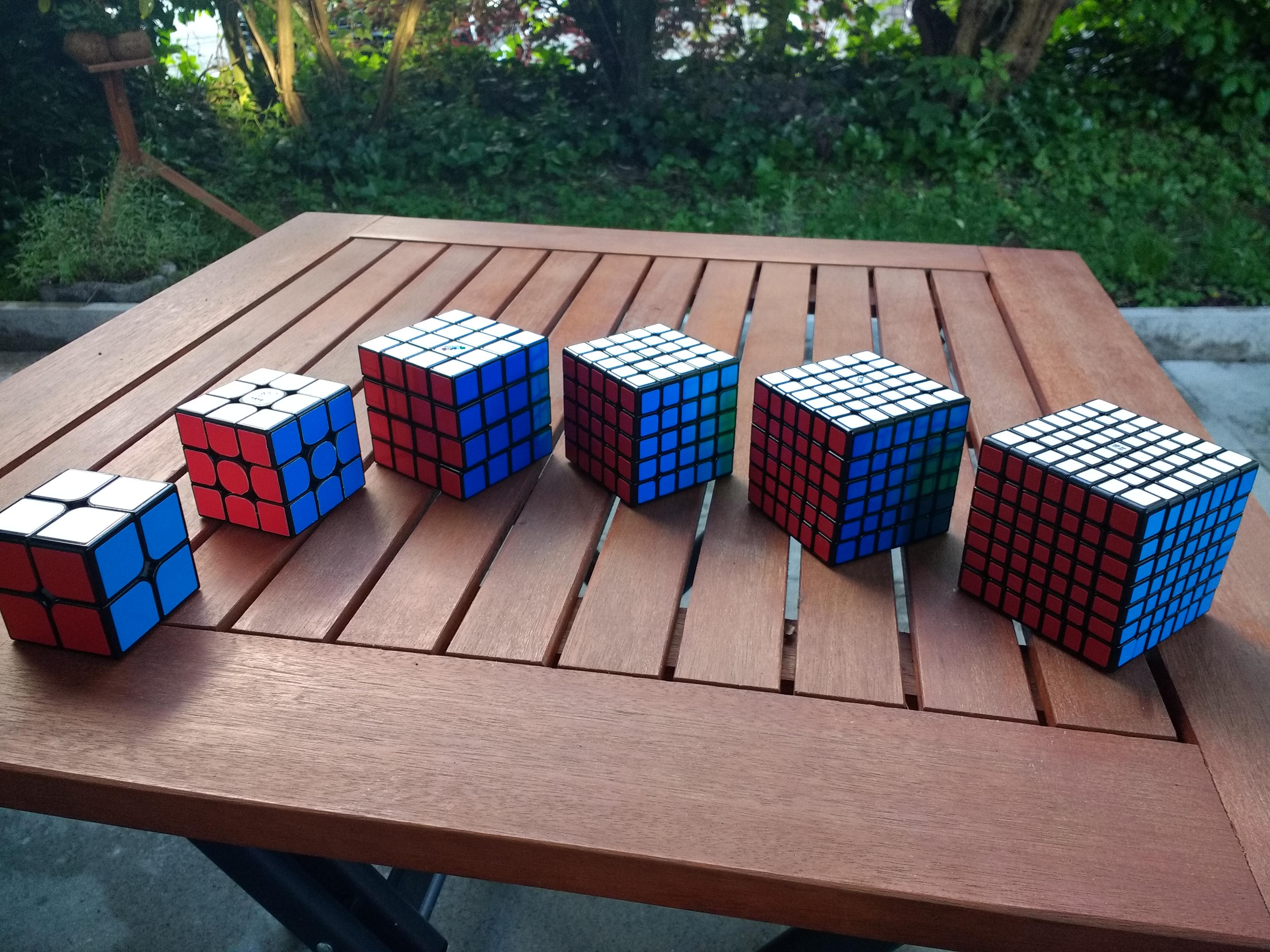
Từ trái sang phải 2x2, 3x3, 4x4, 5x5, 6x6 và 7x7

Rubik hiện đại thường làm bằng nhựa, có bốn phiên bản chính là: 2×2×2 ("Khối bỏ túi"), 3×3×3 (Khối tiêu chuẩn), 4×4×4 ("Rubik báo thù") và 5×5×5 ("Rubik giáo sư"). Gần đây các khối lớn hơn đã xuất hiện trên thị trường như khối 6×6×6 và 7×7×7 (V-Cube 6 và V-Cube 7).
Từ khối Rubik tiêu chuẩn, người ta đã tạo ra các khối có dạng hình học khác như tứ diện (Pyraminx), bát diện (Skewb Diamond), khối 12 mặt (Megaminx) và khối 20 mặt (Dogic); hoặc các khối không lập phương như 2×3×4, 3×3×5, 1×2×3. Thậm chí hiện nay với máy tính, người ta đã có thể mô phỏng các khối Rubik trong không gian đa chiều mà bình thường không thể tạo ra ngoài thực tế.

## Quá trình phát triển
Năm 1970, Larry Nichols tạo ra khối 2×2×2 "Trò chơi với các miếng có thể xoay theo khối", các khối được liên kết với nhau bằng nam châm và sáng tạo này đã được cấp bằng sáng chế 3 655 201 của Mỹ vào ngày 11 tháng 4 năm 1972.
Ngày 16 tháng 1 năm 1971, Frank Fox được cấp bằng sáng chế của Anh số 1 344 259 cho "khối 3×3×3 hình cầu".

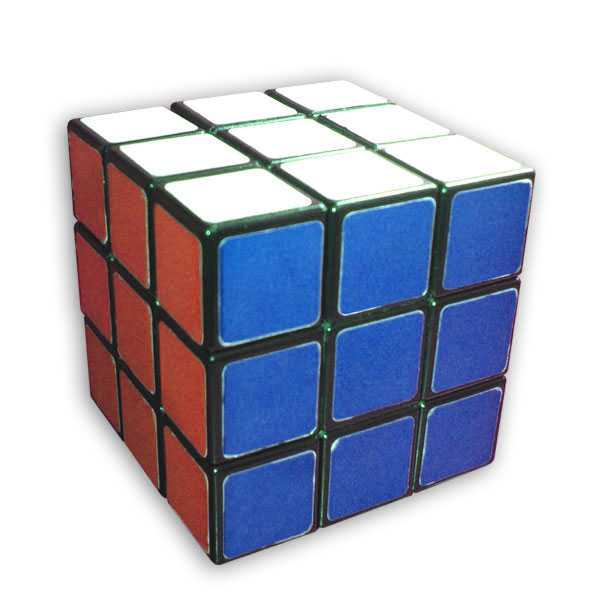
Rubik 3×3×3 vào năm 1975

"Lập phương Ma thuật" được Ernő Rubik phát minh vào năm 1974 bằng sự đam mê hình học và nghiên cứu những mẫu dạng ba chiều. Rubik được cấp bằng sáng chế của Hungary số HU170062 vào năm 1975 nhưng không đăng ký phát minh này ở các nước khác. Lô hàng đầu tiên được sản xuất vào năm 1977 và được bán ở Budapest. Khối của Rubik được làm bằng cách gắn các mảnh nhựa rời với các khe có thể trượt trên nhau nên rẻ hơn thiết kế bằng nam châm của Nichols. Tháng 9 năm 1979, Ideal Toys ký hợp đồng để mang trò chơi này đến với các nước phương Tây, trò chơi ra mắt ở Luân Đôn, Paris, Nürnberg và New York trong tháng 1 và 2 năm 1980.
Sau đó ít lâu, nhà sản xuất quyết định đổi tên cho nó. Hai tên "The Gordian Knot" và "Inca Gold" được đề xuất, nhưng cuối cùng công ty quyết định lấy tên "Khối Rubik", và lô hàng đầu tiên được xuất khẩu từ Hungary vào tháng 5 năm 1980.
Tận dụng sự "cháy hàng" ban đầu của món đồ chơi này, nhiều sự bắt chước xuất hiện. Năm 1984, Larry Nichols thông qua Moleculon Research kiện Ideal Toys vì đã vi phạm bằng sáng chế số US3655201. Vụ kiện thành công với khối 2×2×2 nhưng thất bại với khối 3×3×3.
Một người Nhật tên Terutoshi Ishigi cũng nhận một bằng sáng chế của Nhật cho một cơ chế tương tự Rubik, trong khi bằng sáng chế của Rubik đang được duyệt (bằng sáng chế JP55-0081912 vào năm 1976, năm thứ 55 triều Showa). Vào thời gian này, Nhật cấp bằng sáng chế cho các công nghệ chưa được biết đến ở Nhật. Do đó, phát minh của Ishigi được coi là độc lập với các phát minh trên.
Năm 2004, nhà phát minh người Hy Lạp, Panagiotis Verdes đã nhận được bằng sáng chế cho phương thức sản xuất có thể tạo ra các khối Rubik lớn tới 11×11×11. Nó bao gồm những cơ chế cải tiến từ 3×3×3, 4×4×4 và 5×5×5 để có thể xoay nhanh hơn mà không bị vỡ như thiết kế hiện tại. Từ ngày 19 tháng 6 năm 2008, các khối 5×5×5, 6×6×6 và 7×7×7 đã được bày bán trên thị trường. Ngoài ra còn có nhiều loại rubik khác như rubik hình tròn, rubik tam giác, rubik ma thuật, rubik kim cương, rubik đa chiều, v.v...
Các hình dạng không vuông đã đề cập được tạo ra bởi Mèffert's Puzzles, công ty do Uwe Mèffert sáng lập.
Quá trình phát triển được tổng kết qua bảng sau:
| Năm  | Khối rubik                                                                                           | Người phát triển                                                                            | Quốc gia        |
| ---- | --- | ------------------------------------------------------------------------------------------- | --------------- |
| 1970 | Rubik 2x2x2                                                                                          | Larry Nichols                                                                               | Mỹ              |
| 1974 | Rubik 3x3x3                                                                                          | Erno Rubik                                                                                  | Hungary         |
| 1981 | Phương pháp giải rubik CFOP                                                                          | David Singmaster, René Schoof, Hans Dockhorn, Kurt Dockhorn, Anneke Treep, Jessica Fridrich | Séc, Mỹ, Hà Lan |
| 1981 | Rubik Pyraminx 3x3x3 (Rubik Kim tự tháp 3x3x3)                                                       | Uwe Meffert                                                                                 | Đức             |
| 1981 | Rubik 5x5x5                                                                                          | Udo Krell                                                                                   | Đức             |
| 1981 | Rubik con rắn                                                                                        | Erno Rubik                                                                                  | Hungary         |
| 1982 | Rubik 4x4x4                                                                                          | Peter Sebesteny                                                                             | Hungary         |
| 1982 | Rubik Fisher                                                                                         | Tony Fisher                                                                                 | Anh             |
| 1982 | Rubik Skewb                                                                                          | Tony Durham                                                                                 | Anh             |
| 1982 | Rubik Megaminx                                                                                       | Szlivka Ferenc, Christoph Bandelow và Benjamin R. Halpern                                   | Hungary         |
| 1982 | Rubik Alexander's Star                                                                               | Adam Alexander                                                                              | Mỹ              |
| 1983 | Rubik Christoph's Magic Jewel                                                                        | Christoph Bandelow                                                                          | Hungary         |
| 1985 | Rubik Dino                                                                                           | Robert Webb                                                                                 | Úc              |
| 1988 | Rubik đồng hồ                                                                                        | Christopher C. Wiggs và Christopher J. Taylor                                               | Mỹ              |
| 1990 | Rubik Square-1                                                                                       | Karel Hršel và Vojtěch Kopský                                                               | Tiệp Khắc       |
| 1999 | Rubik Bandaged                                                                                       | Uwe Meffert                                                                                 | Đức             |
| 2001 | Rubik 2x2x3                                                                                          | Katsuhiko Okamoto                                                                           | Nhật Bản        |
| 2002 | Rubik Pyraminx 4x4x4(Rubik Master Pyraminx)                                                          | Katsuhiko Okamoto                                                                           | Nhật Bản        |
| 2002 | Rubik Mental Pillow                                                                                  | Katsuhiko Okamoto                                                                           | Nhật Bản        |
| 2003 | Rubik Flat Star                                                                                      | Milan Vodicka                                                                               | Séc             |
| 2003 | Rubik Lattice                                                                                        | Katsuhiko Okamoto                                                                           | Nhật Bản        |
| 2003 | Rubik Master Skewb                                                                                   | Katsuhiko Okamoto                                                                           | Nhật Bản        |
| 2003 | Rubik Windmill                                                                                       | Katsuhiko Okamoto                                                                           | Nhật Bản        |
| 2004 | Rubik Windmill Wall                                                                                  | Katsuhiko Okamoto                                                                           | Nhật Bản        |
| 2004 | Rubik 1x3x3                                                                                          | Katsuhiko Okamoto                                                                           | Nhật Bản        |
| 2004 | Rubik 3x3x5                                                                                          | Katsuhiko Okamoto                                                                           | Nhật Bản        |
| 2004 | Rubik Master Octagonal Prism                                                                         | Katsuhiko Okamoto                                                                           | Nhật Bản        |
| 2004 | V-Cube, bao gồm: -Rubik 6x6x6 -Rubik 7x7x7 -Rubik 8x8x8 -Rubik 9x9x9 -Rubik 10x10x10 -Rubik 11x11x11 | Panagiotis Verdes                                                                           | Hy Lạp          |
| 2005 | Rubik Delta                                                                                          | Katsuhiko Okamoto                                                                           | Nhật Bản        |
| 2005 | Rubik Sudoku 9 màu                                                                                   | Milan Vodicka                                                                               | Séc             |
| 2005 | Rubik Helicopter                                                                                     | Adam.G.Cowan                                                                                | Mỹ              |
| 2006 | Rubik Dino Octa                                                                                      | Katsuhiko Okamoto                                                                           | Nhật Bản        |
| 2006 | Rubik gương                                                                                          | Hidetoshi Takeji                                                                            | Nhật Bản        |
| 2006 | Rubik Sudokube                                                                                       | Jay Horowitz                                                                                | Mỹ              |
| 2007 | Rubik Void                                                                                           | Katsuhiko Okamoto                                                                           | Nhật Bản        |
| 2008 | Rubik 2x2x4                                                                                          | Hidetoshi Takeji                                                                            | Nhật Bản        |
| 2008 | Rubik Ghost 3x3x3                                                                                    | Adam.G.Cowan                                                                                | Mỹ              |
| 2008 | Rubik Bandaged Square-1 II                                                                           | Milan Vodicka                                                                               | Séc             |
| 2009 | Rubik Penta Floppy                                                                                   | Katsuhiko Okamoto                                                                           | Nhật Bản        |
| 2009 | Rubik Hexa Floppy                                                                                    | Katsuhiko Okamoto                                                                           | Nhật Bản        |
| 2009 | Rubik Linking Void                                                                                   | Katsuhiko Okamoto                                                                           | Nhật Bản        |
| 2009 | Rubik Floppy Octagon                                                                                 | Katsuhiko Okamoto                                                                           | Nhật Bản        |
| 2009 | Rubik Torus                                                                                          | Katsuhiko Okamoto                                                                           | Nhật Bản        |
| 2009 | Rubik Windmill Floppy                                                                                | Katsuhiko Okamoto                                                                           | Nhật Bản        |
| 2009 | Rubik 3D-Skewd                                                                                       | Uwe Meffert                                                                                 | Đức             |
| 2009 | Rubik Morphegg                                                                                       | Adam.G.Cowan                                                                                | Mỹ              |
| 2009 | Rubik Gear                                                                                           | Oskar van Devente                                                                           | Hà Lan          |
| 2009 | Rubik's 360                                                                                          | Erno Rubik                                                                                  | Hungary         |
| 2010 | Rubik Quarter                                                                                        | Katsuhiko Okamoto                                                                           | Nhật Bản        |
| 2010 | Rubik Latch                                                                                          | Katsuhiko Okamoto                                                                           | Nhật Bản        |
| 2010 | Rubik Kepler                                                                                         | Katsuhiko Okamoto                                                                           | Nhật Bản        |
| 2010 | Rubik Jade 3x3x3                                                                                     | Uwe Meffert                                                                                 | Đức             |
| 2010 | Rubik Jade Pyraminx                                                                                  | Uwe Meffert                                                                                 | Đức             |
| 2010 | Rubik gương 2x3x3                                                                                    | Hidetoshi Takeji                                                                            | Nhật Bản        |
| 2012 | Rubik Void II                                                                                        | Katsuhiko Okamoto                                                                           | Nhật Bản        |
| 2012 | Rubik Linking Void II                                                                                | Katsuhiko Okamoto                                                                           | Nhật Bản        |
| 2012 | Rubik Cutter Cube 7x7x7                                                                              | Coren Broughton                                                                             | Canada          |
| 2015 | Rubik Metalised Egg 2x2x2                                                                            | Adam.G.Cowan                                                                                | Mỹ              |
| 2015 | Rubik Shape Shifting 6x6x6                                                                           | Coren Broughton                                                                             | Canada          |
| 2015 | Rubik Compraminx                                                                                     | Coren Broughton                                                                             | Canada          |
| 2016 | Rubik 22x22x22                                                                                       | Coren Broughton                                                                             | Canada          |
| 2017 | Rubik Redi                                                                                           | Oskar van Devente                                                                           | Hà Lan          |
| 2021 | Rubik Pyraminx 13x13x13                                                                              | Coren Broughton                                                                             | Canada          |
| 2021 | Rubik Atlasminx                                                                                      | Coren Broughton                                                                             | Canada          |

## Cơ chế

Rubik được tháo rời

Bảng màu hiện tại của khối Rubik

Khối Rubik tiêu chuẩn có chiều dài mỗi cạnh 5,6 cm, được tạo thành từ 26 khối nhỏ hơn. Phần giữa của mỗi mặt trong 6 mặt chỉ là một hình vuông gắn với các cơ chế khung làm lõi, đóng vai trò khung sườn cho cách mảnh khác dựa vào và xoay quanh. Khối Rubik có thể được tháo ra dễ dàng, thường bằng cách xoay một mặt 45° và lắc một khối ở cạnh cho tới khi nó rời ra. Tính chất này thường được dùng để "giải" khối Rubik.
Ở các cạnh của khối Rubik, các mảnh có các màu khác nhau ở các mặt. Tuy nhiên không phải mọi tổ hợp màu đều có trên khối; như với khối Rubik tiêu chuẩn, mặt xanh lá đối diện với mặt xanh dương nên sẽ không có cạnh giáp xanh lá và xanh dương.
Trong số 1982 của tờ Scientific American, Douglas Hofstadter đã chỉ ra cách tô màu khối Rubik để làm nổi bật các cạnh thay vì các mặt như cách tô tiêu chuẩn. Tuy nhiên ý tưởng này hiện vẫn chưa được thương mại hóa.

### Số hoán vị trí
Một khối Rubik tiêu chuẩn (3×3×3) có thể có 8! cách sắp xếp các khối ở góc, 7 khối có thể được xoay tùy ý vì chiều của khối thứ 8 phụ thuộc 7 khối còn lại; tạo ra 3⁷ hoán vị. Các khối ở cạnh có 12!/2 hoán vị. Xem chiều của 1 khối ở cạnh là cố định, chiều của 11 khối có thể độc lập với nhau; tạo ra 2¹¹ hoán vị. Tổng cộng khối Rubik có:
{\displaystyle {8!\times 3^{7}\times {\frac {12!\times 2^{11}}{2}}}\approx 4.33\times 10^{19}}
Tức 43.252.003.274.489.856.000, hay hơn bốn mươi ba tỷ tỷ hoán vị khác nhau. Nói một cách hình tượng, khi coi mỗi khối Rubik tượng trưng cho một cách hoán vị và xếp liên tiếp các khối Rubik này (có kích thước tiêu chuẩn là 5,7 cm) thành một dãy thì dãy Rubik sẽ kéo dài xấp xỉ 261 năm ánh sáng. Nếu xếp sát nhau tạo thành một bề mặt (cong) thì số Rubik này sẽ phủ kín bề mặt Trái Đất 256 lần.
Con số trên chỉ mới là số các trạng thái có thể đạt tới bằng cách xoay các mặt. Nếu tính cả các trang thái có thể có do tháo rời khối Rubik và lắp lại thì con số lên đến:
{\displaystyle {8!\times 3^{8}\times 12!\times 2^{12}}\approx 5.19\times 10^{20}}
Hay 519.024.039.293.878.272.000 (519 tỷ tỷ) hoán vị hay 12 lần nhiều hơn. Mỗi hoán vị trong tập lớn hơn này có thể xoay về một trong 12 vị trí khác nhau (gọi là "quỹ đạo"). Lời giải bình thường của khối Rubik chính là một trong 12 vị trí này. Để có một khái niệm sâu hơn, xem thêm lý thuyết nhóm.
Tuy có nhiều khả năng nhưng bài toán thường chỉ được quảng cáo đến mức có "hàng tỷ" vị trí, để giảm áp lực tâm lý cho người chơi. Thực tế, đã có tuyên bố rằng mọi hoán vị của khối Rubik có thể được giải trong 22 bước hoặc ít hơn.

### Cách giải rubik

#### Các cách giải chính
Xem cách giải cụ thể cho khối 3×3×3 ở Wikibooks (tiếng Anh) How to solve the Rubik's Cube
Có rất nhiều cách giải khác nhau đã được tìm ra. Cách giải thông dụng nhất do David Singmaster, một nhà toán học người Anh công bố trong cuốn Notes on Rubik's "Magic Cube" năm 1981. Phương pháp này giải khối Rubik từng tầng một. Trong thực tế, phương pháp này có thể xoay được dưới 1 phút và vẫn phù hợp với người mới bắt đầu. Phương pháp này thường được dạy bằng hình ảnh cùng với hướng dẫn xoay từng bước. Về các phương pháp khác, xem phần thuật toán bên dưới.

#### Ghi bước đi
Hầu hết các hướng dẫn giải đều dùng cách ghi chú của Singmaster, thường gọi là "Cách ghi chú Singmaster" hoặc "Ghi hướng xoay". Cách ghi chú này quy ước các mặt theo phương nhìn của người chơi và xoay theo chiều kim đồng hồ. Tính tương đối của các ghi chú này so với vị trí các mặt làm cho các lời giải linh hoạt hơn và có thể áp dụng được trong nhiều trường hợp tương tự nhau. Cách ghi chú này được dịch ra tiếng Việt như sau:
| Mặt sau (B)- | Mặt dưới (D) - | Mặt trước (F) - | Mặt trái (L) - | Mặt phải (R) - | Mặt trên (U) - |

Trong tiếng Anh, ký hiệu các mặt trên lần lượt là B - D - F - L - R - U - M (M là xoay trục giữa). Khi các ký tự này được viết cùng với dấu nháy đơn ' nghĩa là xoay theo chiều ngược với hình vẽ (xoay ngược chiều kim đồng hồ). Ghi chú của các mặt có thể có một con số theo sau, đó là số lần phải quay mặt này. Ví dụ U2 nghĩa là quay mặt trên 2 lần (quay 180 độ).

#### Các cách ghi chú khác
Thường dựa trên các ghi chú của Singmaster, với các khác biệt sau:
- Dùng x, y, z để chỉ chiều quay theo 3 trục tọa độ thay vì ghi mặt;
- Dùng "trái", "phải" để chỉ hướng quay thay vì dấu ';
- Dùng +, -, ++, --,... để chỉ hướng quay và số lần quay.

## Thuật toán
Trong thuật ngữ của người chơi Rubik, một "thuật toán" (khái niệm này khác với thuật toán trong toán học) là một bộ các bước để thực hiện một công việc nào đó: chuyển từ trạng thái ban đầu đến trạng thái mong muốn. Các phương pháp giải khác nhau sử dụng các thuật toán khác nhau; với mỗi thuật toán cần nắm được công dụng và cách dùng.

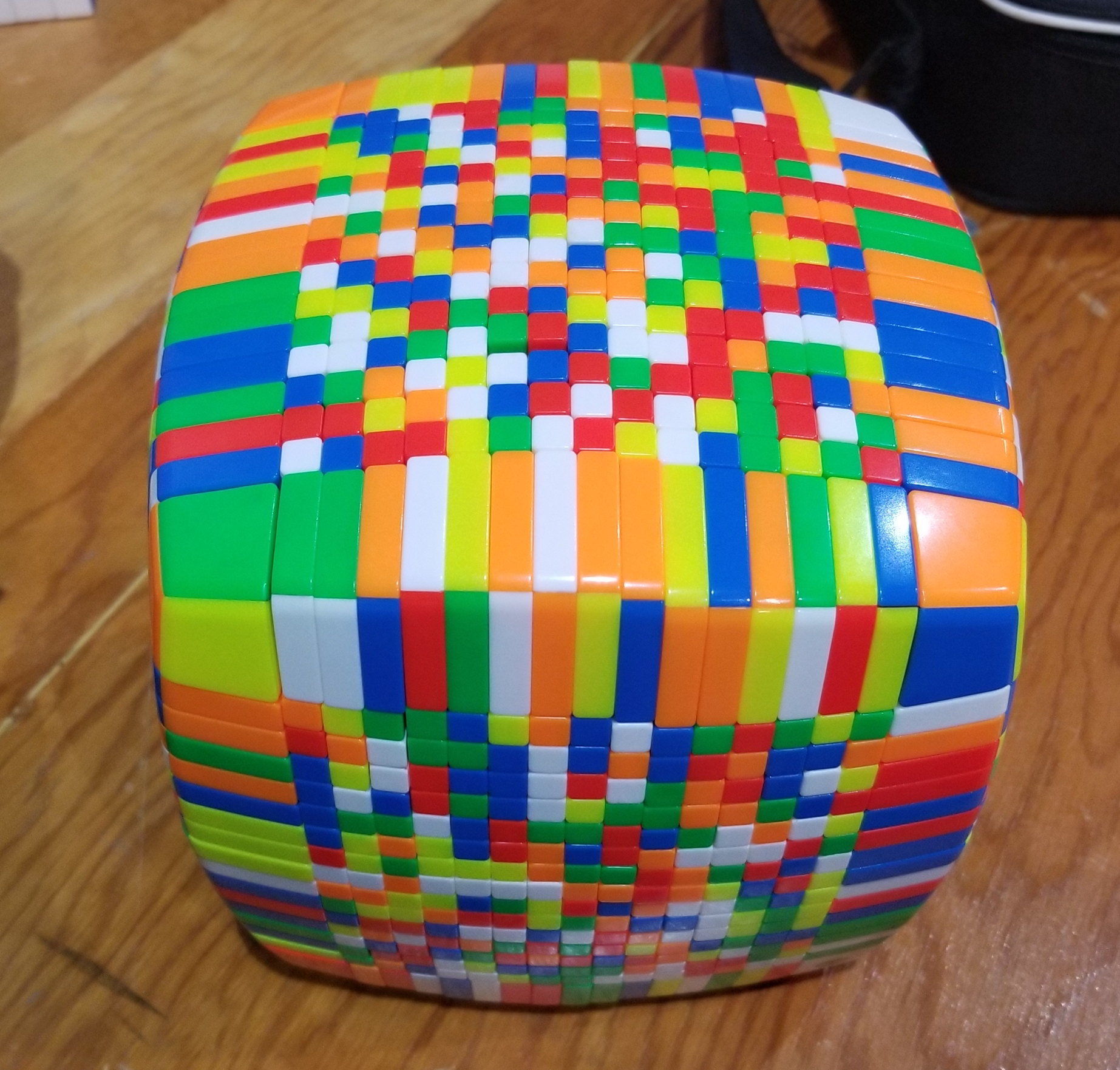
Khối 17x17x17

Hầu hết thuật toán chỉ ảnh hưởng một phần nhỏ của khối mà không thay đổi các phần khác, chẳng hạn như xoay các khối ở góc, đổi vị trí các khối ở cạnh v.v. Một số thuật toán có tác dụng phụ làm thay đổi vị trí các mảnh khác lại thường đòi hỏi ít nước đi hơn và được dùng nhiều khi bắt đầu giải (chưa cần quan tâm tới vị trí các mảnh khác).

### Thuật toán xoay nhanh
Các thuật toán xoay nhanh được tạo ra để giải khối Rubik trong thời gian nhanh nhất có thể. Phương pháp thường dùng nhất được phát triển bởi Jessica Fridrich, là phương pháp giải theo từng lớp có kết hợp các bước so với phương pháp thông thường tuy nhiên đòi hỏi người sử dụng phải nhớ một lượng thuật toán khá lớn (118 thuật toán). Các bước chính trong phương pháp này bao gồm: Cross (thực hiện tạo dấu cộng ở mặt chính); F2L (hoàn thành tầng 1 và tầng 2 cùng một lúc); OLL (làm đúng màu mặt cuối cùng); PLL (đổi tất cả các viên còn lại để tạo thành một Cube hoàn chỉnh)
Một phương pháp khác được phát triển bởi Lars Petruss bao gồm việc giải một khối 2×2×2 rồi đến 2×2×3 và các cạnh được giải bởi một bộ thuật toán 3 bước, thường tránh được một thuật toán 32 bước về sau. Do đó phương pháp này được dùng trong các cuộc thi có tính số bước xoay.

### Thuật toán căn bản
Hầu hết các phương pháp giải chỉ cần 4 hoặc 5 thuật toán nhưng không hiệu quả, cần tới khoảng 100 hoặc 150 lần xoay để giải, trong khi phương pháp của Fridrich chỉ cần khoảng 55 lần xoay.
Philip Marshall đã phát triển thêm phương pháp của Fridrich, cần 65 lần xoay tuy nhiên chỉ cần nhớ 2 thuật toán.
Phương pháp phát triển bởi Ryan Heise không dạy cho người chơi một thuật toán nhất định mà chỉ ra các quy tắc của khối để người chơi suy luận; phương pháp này có thể giải khối Rubik trong khoảng 40 lần xoay.

### Thuật toán tối ưu
Các thuật toán giải bằng tay đã đề cập tuy dễ học nhưng kém hiệu quả. Từ khi trò chơi được phát minh đã có rất nhiều nỗ lực để tìm các cách giải nhanh hơn.
- Năm 1982, David Singmaster và Alexander Frey đã dự đoán rằng số bước cần thiết để giải khối Rubik là "Khoảng dưới 20"
- Năm 2007 Daniel Kunkle và Gene Cooperman dùng máy tính và các phương pháp tìm kiểm để cho thấy mọi cấu hình của khối 3×3×3 có thể được giải trong 26 bước[10][11]
- Năm 2008, Tomas Rokicki giảm con số này xuống còn 22 bước[6][12]
- Năm 2010, Tomas Rokicki, Herbert Kociemba. Morley Davidson và John Dethridge cùng với sự hỗ trợ của các máy chủ của Google đã chứng minh rằng số bước giải cần thiết cao nhất cho bất kì hoán vị nào là 20.[13]

Để giải Rubik tối ưu khoảng dưới 20 bước các bạn có thể dùng phần mềm Cube Explorer 4.65.

## Cách giải rubik tiêu chuẩn
Bước 1: Chữ thập trắng
Bạn hãy làm chữ thập trắng, nhưng các cạnh phải đúng với màu tâm. Bước này rất đơn giản, bạn có thể tự nghiệm được
Bước 2: Xếp góc
Bạn làm một mặt từ chữ thập trắng nhưng các cạnh và góc phải đúng với màu tâm. Bạn cũng có thể tự nghiệm được nhưng hãy đọc tiếp nếu bạn lười tự nghiệm.
Bạn tìm góc nào có màu trắng xoay đến sao cho hai màu còn lại trùng với 2 màu tâm rồi thực hiện: R U R' U'  cho đến khi góc đó đúng thì thôi
VD1: Bạn nhìn thấy góc cam-trắng-xanh lá. ở trên tầng 3, bạn xoay tầng 3 cho đến khi cả ba màu của góc đó trùng với màu tâm thì thôi rồi thực hiện R U R' U' cho đến khi chúng đúng. Bấm vào đây để xem hình động
VD2: Bạn nhìn thấy góc đỏ-trắng-xanh dương ở tầng 1, R U R' U' rồi làm như VD1. Bấm vào đây để xem hình động
Bước 3:Tầng 2
Bước này bạn giải tầng 2 trong khi vẫn giữ được tầng 1.
Bạn tìm một cạnh bất kì(không phải cạnh màu vàng) xoay tầng 3 cho đến khi một màu cạnh của nó trùng màu với màu tâm, hãy nhìn lên mặt trên nếu cạnh đó có màu của mặt bên phải thì thực hiện công thức U R U R' U' F' U' F, nếu màu của cạnh trên có màu của tâm bên trái thực hiện công thức: U' L' U' L U F U F'
Bước 4:Chữ thập vàng
Bước này bạn tạo chữ thập vàng ở mặt trên mà vẫn giữ được tầng 2.
Bạn thực hiện F R U R' U' F' cho đến khi chúng hoàn thành nếu bạn thấy một thanh dọc thì bạn biến thành thanh ngang để tiếp tục thực hiện công thức.
Bước 5: Giải cạnh
Bạn xoay U cho đến khi chỉ có một cạnh đúng, nếu không thể có duy nhất một cạnh đúng thực hiện công thức: R U R' U R U2 R' để đưa về dạng có một cạnh đúng rồi tiếp tục làm công thức đó.
Bước 6: Định hướng góc
Bạn tìm viên góc nào có màu của ba trung tâm xung quanh nó, đặt cạnh đúng đó ở bên tay phải,thực hiện công thức:U R U' L' U R' U' L cho đến khi tất cả các cạnh đều đúng, không cần đúng màu.
Bước 7:Giải toàn bộ khối rubik
Sau khi định hướng góc xong, bạn quay lên mặt trắng làm, đặt góc không đúng màu ở trên bên tay phải thực hiện công thức U R' U' R cho đến khi góc đó đúng, xoay F cho đến khi góc sai tiếp theo ở vị trí giống như cạnh thứ nhất rồi tiếp tục làm cho đến khi khối rubik hoàn thành

## Thi đấu
Đã có rất nhiều cuộc thi xoay nhanh được tổ chức để tìm ra người có thể giải khối Rubik nhanh nhất. Số lượng các cuộc thi ngày càng gia tăng. Từ 2003 đến 2006 đã có 72 cuộc thi. Giải đấu đầu tiên được tổ chức bởi Guinness ở München ngày 13 tháng 3 năm 1981. Các khối Rubik được xoay 40 lần và được làm trơn bởi dầu (lube). Người chiến thắng với thành tích 38 giây là Jury Froeschi, người München.
Speedcubing (còn được gọi là speedsolving) là môn thể thao liên quan đến việc giải quyết một loạt các câu đố, nổi tiếng nhất là Lập phương Rubik, càng nhanh càng tốt.

### Vô địch thế giới
Minh Thái, người Mỹ gốc Việt, là người thắng trong cuộc thi vô địch thế giới về xoay Rubik lần đầu tiên được tổ chức tại Budapest vào tháng 6 năm 1982 với thành tích 22,95 giây. Lúc đó anh mới 16 tuổi và là học sinh trung học ở Los Angeles. Từ năm 2003, điểm của các cuộc thi được tính theo thành tích trung bình của 5 lần thử (trong số đó kết quả nhanh nhất và chậm nhất bị loại bỏ), tuy nhiên kết quả của lần giải nhanh nhất cũng được ghi nhận. Liên đoàn Rubik thế giới (World Cube Association, viết tắt là WCA) chịu trách nhiệm theo dõi các thành tích của các giải đấu chính thức.
Kỷ lục thế giới hiện tại là 3.05 giây lập bởi Xuanyi Geng (Trung Quốc) tại giải đấu Shenyang Spring 2025. Thành tích trung bình tốt nhất thế giới thuộc về Yiheng Wang (Trung Quốc), với thời gian trung bình trong 5 lần giải là 3.91 giây (4.17, 3.74, [3.70], 3.81, [4.93]) tại giải Lishui Open 2025.
Ngoài giải xoay nhanh, một số hình thức thi đấu khác cũng được tổ chức bao gồm:
- Giải bịt mắt[16]
- Giải bịt mắt liên tiếp (giải nhiều khối rubik trong cùng một lúc bịt mắt)[17]
- Giải đồng đội (một người bịt mắt và người còn lại hướng dẫn)
- Giải dưới nước (giải trong một lần thở dưới nước)[18]
- Giải một tay[19]
- Giải bằng chân[20]
- Giải tối ưu[21]

Trong đó, liên đoàn Rubik thế giới chỉ chính thức quản lý giải bịt mắt, liên tiếp bịt mắt, một tay và tối ưu.

## Phần mềm
Hiện nay đã có rất nhiều phần mềm mô phỏng khối lập phương Rubik và nhiều chức năng khác. Chúng có thể rơi vào nhiều thể loại trong số các thể loại sau:
- Tính giờ (ghi lại các thông số của người dùng khi chơi)
- Giải (thường bao gồm cả tính năng xáo trộn khối trước khi chơi)
- Minh họa (tạo ra hình minh họa từ bước đi)
- Phân tích (đánh giá các bước đi của người dùng)
- Hướng dẫn chơi

Các phần mềm này xử lý rất nhiều dạng Rubik khác ngoài 3×3×3, kể cả các dạng không thể xây dựng trong thực tế như Rubik 4 chiều và 5 chiều.

## Hình ảnh

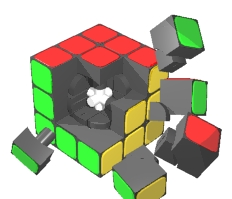
Cấu tạo
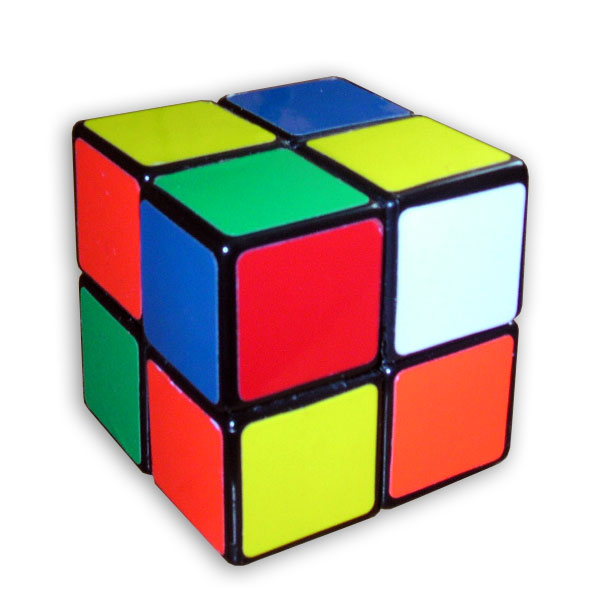
Rubik 2x2x2 đã xáo trộn
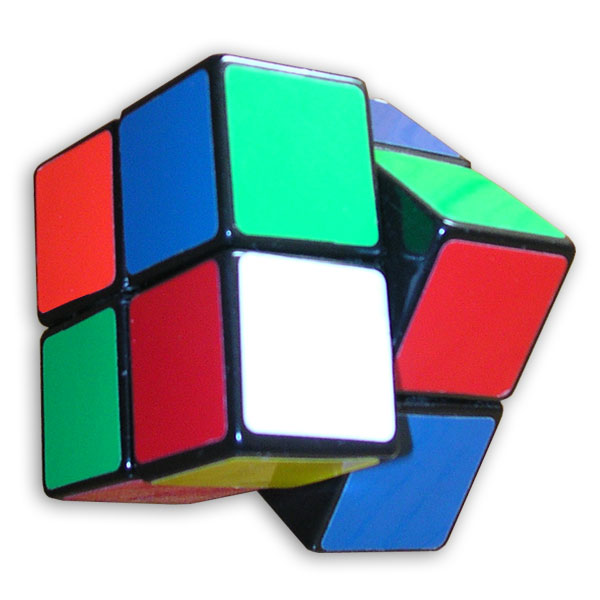
Rubik 2x2x2 xoay
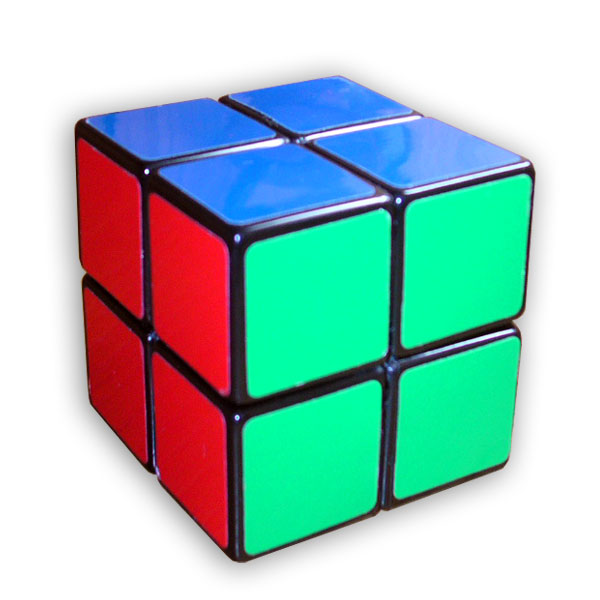
Rubik 2x2x2 đã giải xong
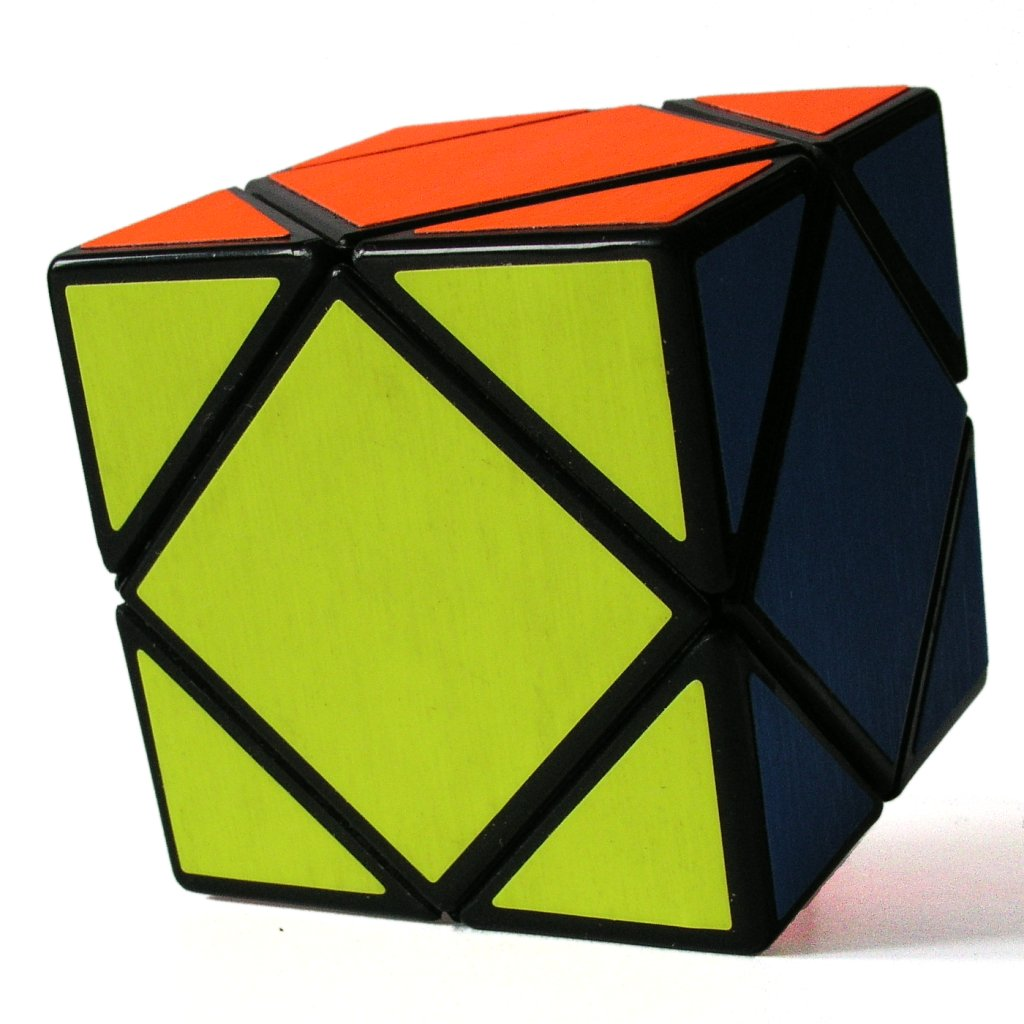
Rubik Skewb
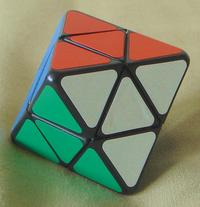
Rubik tinh thể kim cương đã giải xong
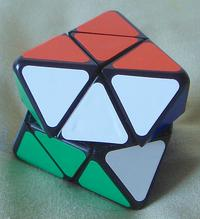
Rubik tinh thể kim cương đã được xoay
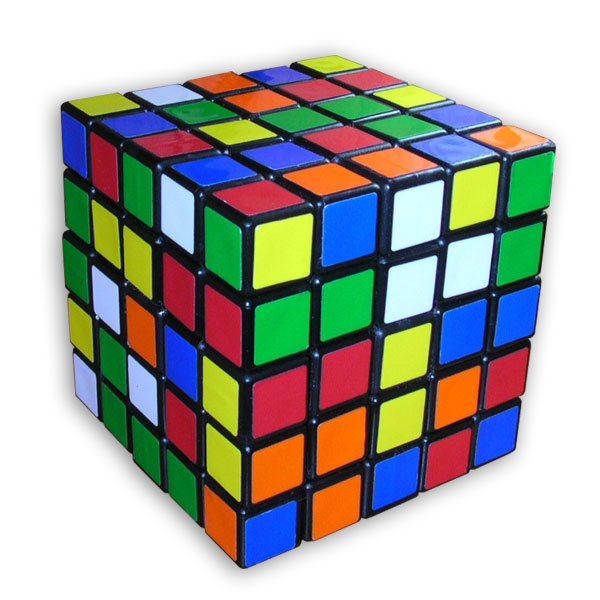
Rubik 5x5x5 đã xáo trộn
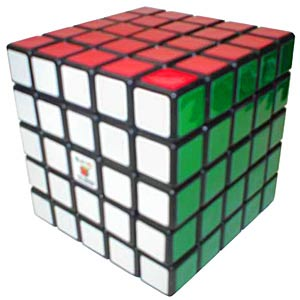
Rubik 5x5x5 đã giải xong
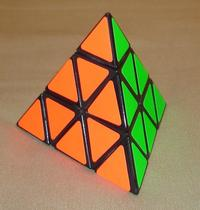
Rubik Kim tự tháp
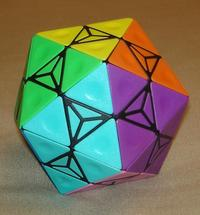
Rubik tròn đã giải xong
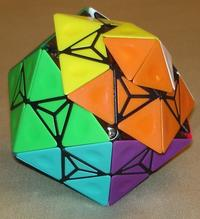
Rubik tròn chưa giải
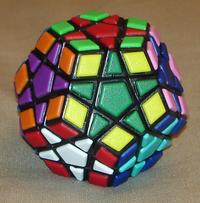
Khối 12 (Megaminx) mặt xáo trộn
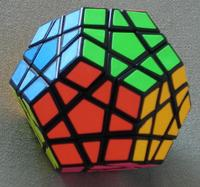
Khối 12 mặt đã giải
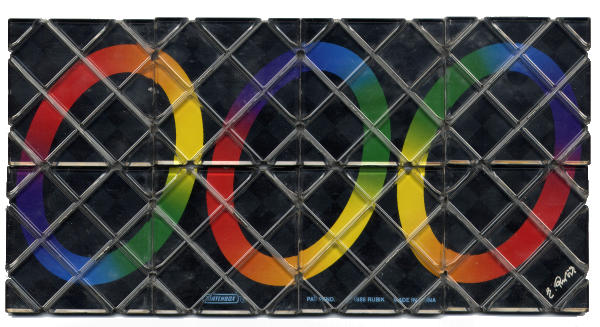
Rubik ma thuật
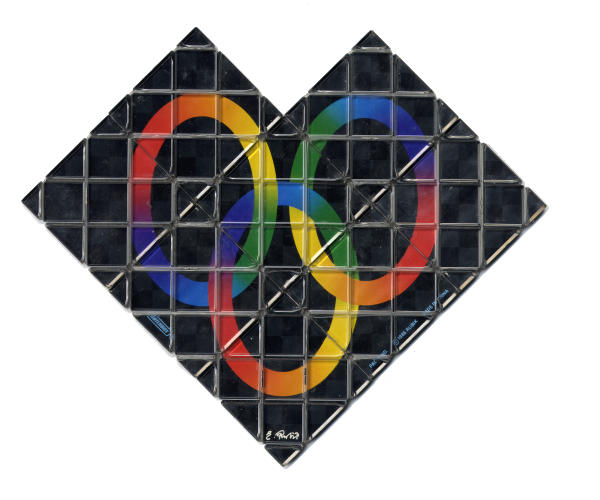
Rubik ma thuật đã xoay xong
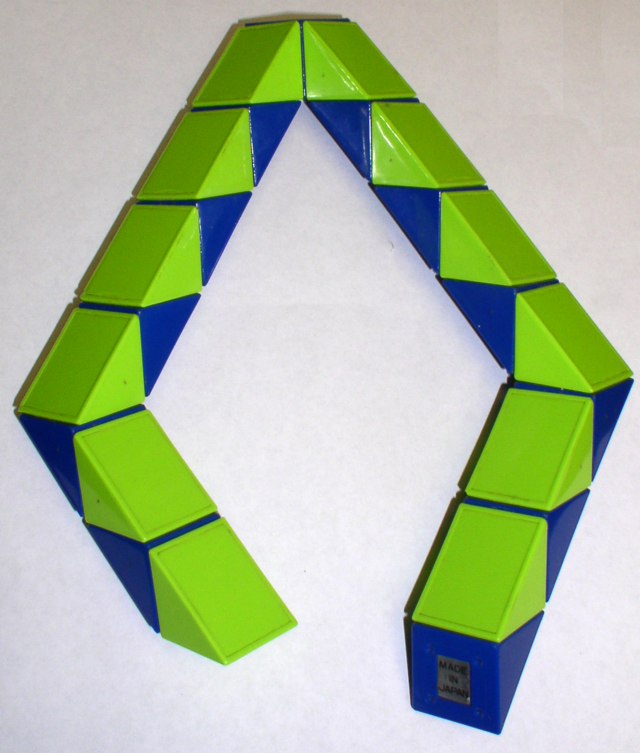
Rubik con rắn làm hình tam giác
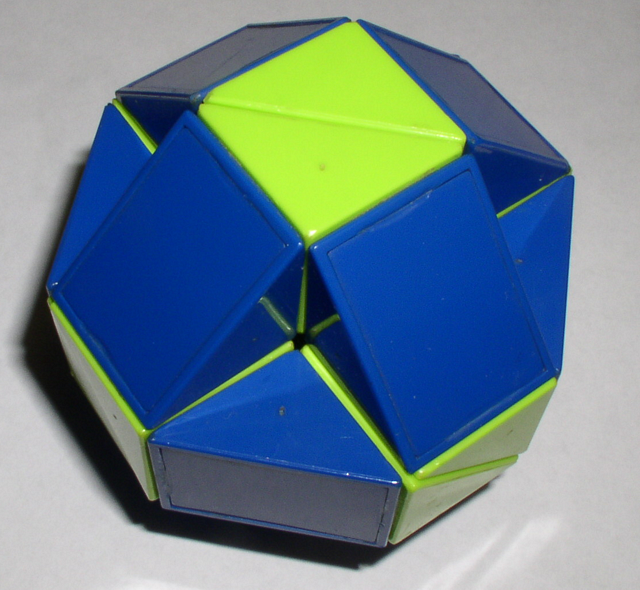
Rubik con rắn hình quả bóng
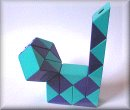
Hình con chó
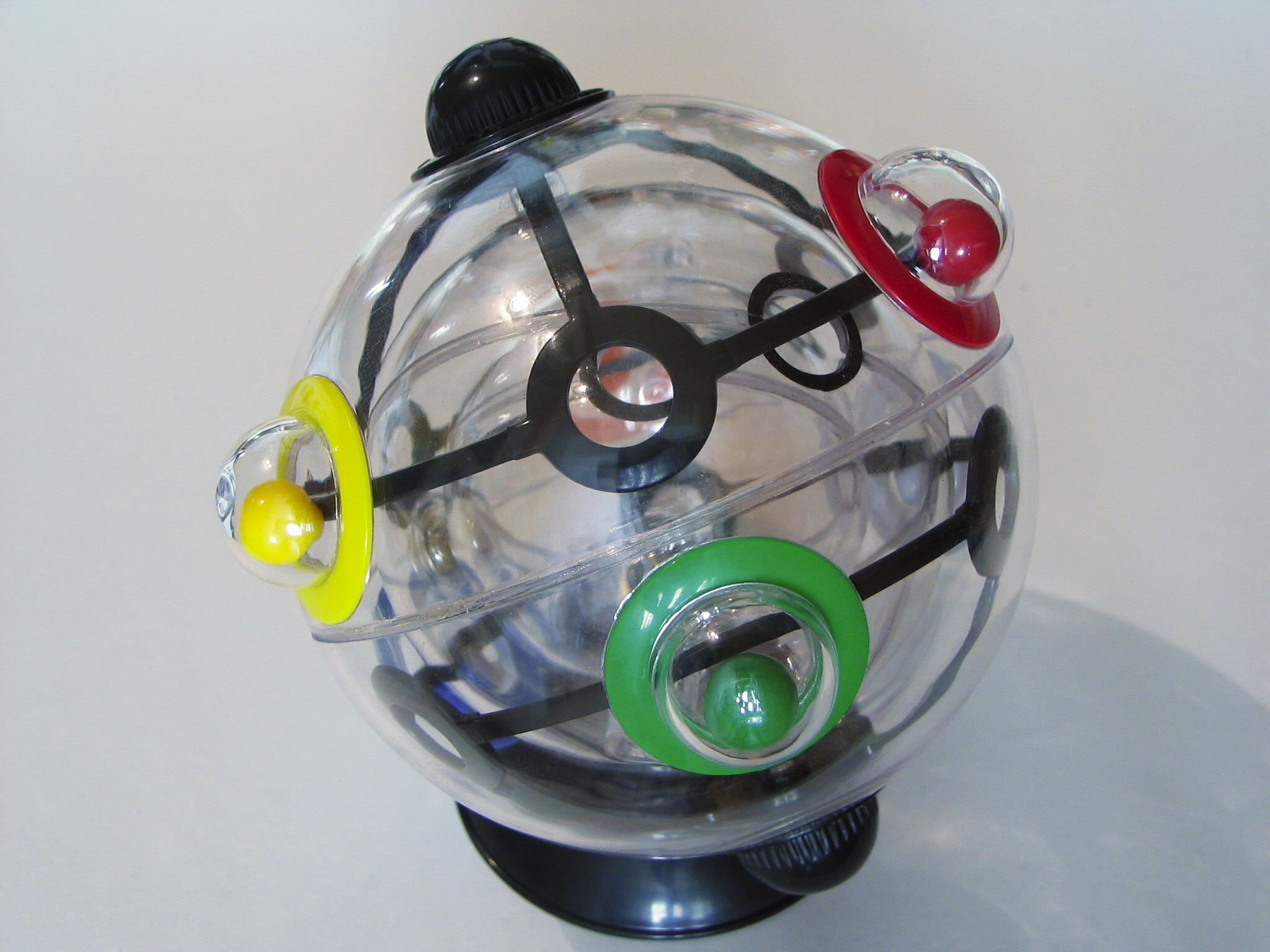
Rubik's 360

|  |  |

### Tiếng Anh
- Lập phương Rubik trên DMOZ
- Rubik's Cube (puzzle toy) tại Encyclopædia Britannica (tiếng Anh)
- Trang web chính thức của Rubik
- Liên đoàn Rubik thế giới (WCA)
- Speedcubing.com
- Hình ảnh bên trong khối Rubik Lưu trữ ngày 28 tháng 10 năm 2008 tại Wayback Machine
- Cách giải khối Rubik (nước đi)Lưu trữ ngày 17 tháng 12 năm 2008 tại Wayback Machine
- Cách giải khối Rubik (hình ảnh) Lưu trữ ngày 24 tháng 4 năm 2007 tại Wayback Machine
- Cube Fidget (Tiếng Anh)